# Река (Копривница)
Река је насељено место у саставу града Копривнице у Копривничко-крижевачкој жупанији, Република Хрватска.

## Историја
До територијалне реорганизације у Хрватској налазила се у саставу старе општине Копривница.

## Становништво
На попису становништва 2011. године, Река је имала 1.507 становника.

## Попис 1991.
На попису становништва 1991. године, насељено место Река је имало 1.477 становника, следећег националног састава:
| Попис 1991.‍   | Попис 1991.‍  | Попис 1991.‍ | Попис 1991.‍ | Попис 1991.‍ |
| ------------- | ------------ | ----------- | ----------- | ----------- |
|               |              |             |             |             |
| Хрвати        | Хрвати       |             | 1.262       | 85,44%      |
| Срби          | Срби         |             | 103         | 6,97%       |
| Југословени   | Југословени  |             | 36          | 2,43%       |
| Роми          | Роми         |             | 33          | 2,23%       |
| Словенци      | Словенци     |             | 2           | 0,13%       |
| Мађари        | Мађари       |             | 1           | 0,06%       |
| Муслимани     | Муслимани    |             | 1           | 0,06%       |
| остали        | остали       |             | 1           | 0,06%       |
| неопредељени  | неопредељени |             | 30          | 2,03%       |
| регион. опр.  | регион. опр. |             | 4           | 0,27%       |
| непознато     | непознато    |             | 4           | 0,27%       |
| укупно: 1.477 |              |             |             |             |